# Stary Dwór (Dobre Miasto)
Stary Dwór (deutsch Althof) ist ein Ort in der polnischen Woiwodschaft Ermland-Masuren. Er gehört zur Stadt-und-Land-Gemeinde Dobre Miasto (Guttstadt) im Powiat Olsztyński (Kreis Allenstein).

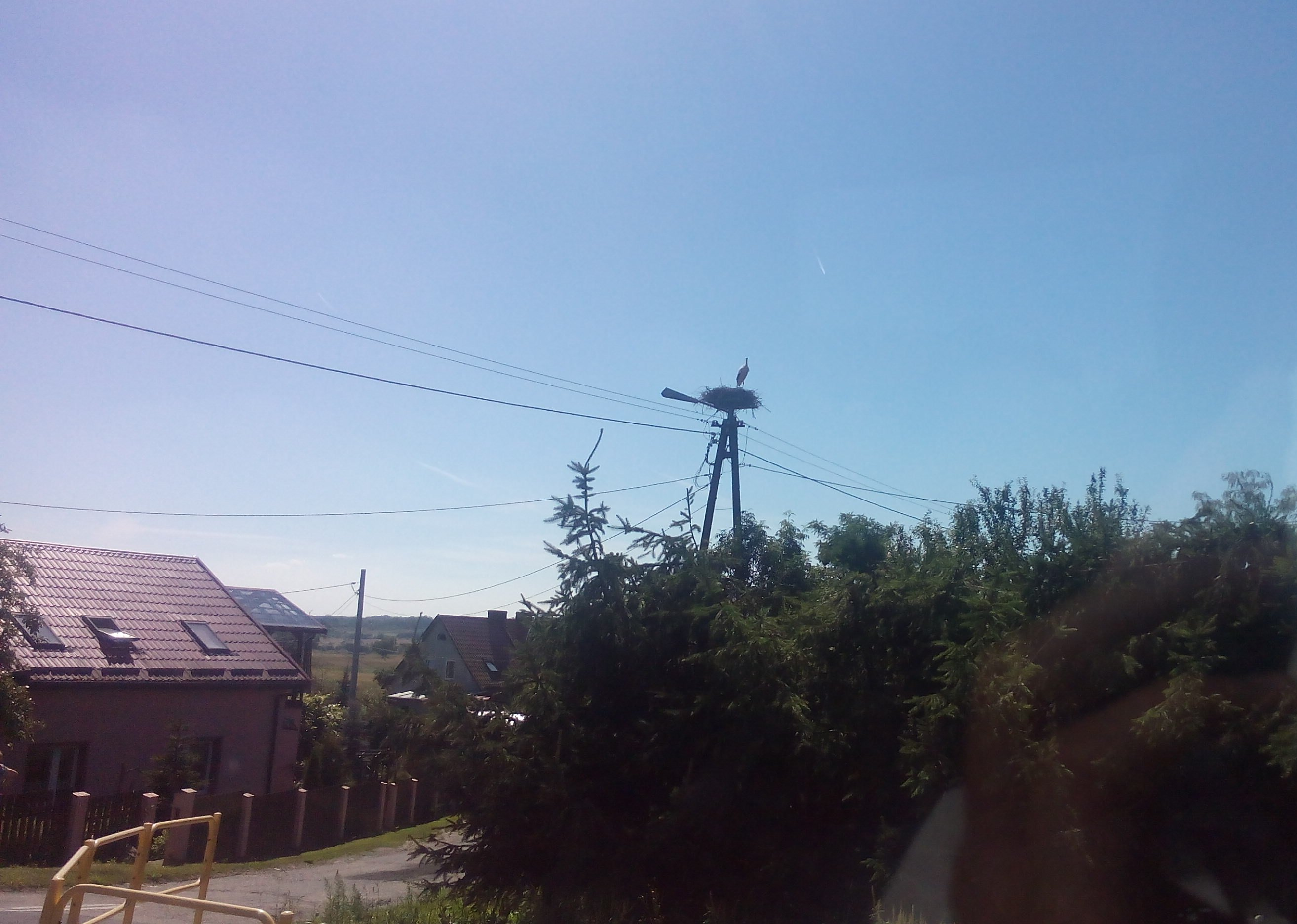
Storchennest in Stary Dwór

## Geographische Lage
Stary Dwór liegt in der nordwestlichen Woiwodschaft Ermland-Masuren, 21 Kilometer südwestlich der früheren Kreisstadt  Heilsberg (polnisch Lidzbark Warmiński) bzw. 19 Kilometer nördlich der heutigen Kreismetropole und auch Woiwodschaftshauptstadt Olsztyn (deutsch Allenstein).

## Geschichte
Das einst Althoff und erst nach 1850 Althof genannte Dorf wurde im Jahre 1874 in den neu errichteten Amtsbezirk Guttstadt (polnisch Dobre Miasto) im ostpreußischen Kreis Heilsberg, Regierungsbezirk Königsberg, eingegliedert.
Im Jahre 1910 waren in Althof 228 Einwohner gemeldet. Ihre Zahl sank bis 1933 auf 186 und belief sich 1939 auf 180.
Im Jahre 1945 wurde das gesamte südliche Ostpreußen in Kriegsfolge an Polen überführt. Althof erhielt die polnische Namensform „Stary Dwór“ und ist heute eine Ortschaft innerhalb der Gmina Dobre Miasto (Stadt-und-Land-Gemeinde Guttstadt) im Powiat Olsztyński (Kreis Allenstein), von 1975 bis 19908 der Woiwodschaft Olsztyn, seither der Woiwodschaft Ermland-Masuren zugehörig.

## Religion
Stary Dwór gehört heute wie Althof bereits vor 1945 zur römisch-katholischen Pfarrei Dobre Miasto (Guttstadt) im jetzigen Erzbistum Ermland.
Bis 1945 war Althof außerdem in die evangelische Kirche Guttstadt in der Kirchenprovinz Ostpreußen der Kirche der Altpreußischen Union eingepfarrt. Heute ist Stary Dwór der Diözese Masuren der Evangelisch-Augsburgischen Kirche in Polen zugeordnet.

## Verkehr
Stary Dwór liegt an der verkehrspolitisch bedeutenden polnischen Landesstraße 51 (hier im Abschnitt der früheren deutschen Reichsstraße 134), die von der russisch-polnischen Grenze über Bartoszyce (Bartenstein) und Lidzbark Warmiński (Heilsberg) bis nach Olsztyn (Allenstein), und als Schnellstraße S 51 weiter bis nach Olsztynek (Hohenstein) führt.
Die nächste Bahnstation ist die Stadt Dobre Miasto (Guttstadt). Sie liegt an der PKP-Bahnlinie 221: Olsztyn Gutkowo–Braniewo.